# Caio Collet
Caio Collet, né le 3 avril 2002 à São Paulo, est un pilote automobile brésilien. Il est champion de France de Formule 4 en 2018, il est membre de l’Alpine Academy et court en Formule 3 FIA depuis 2021.

## Biographie

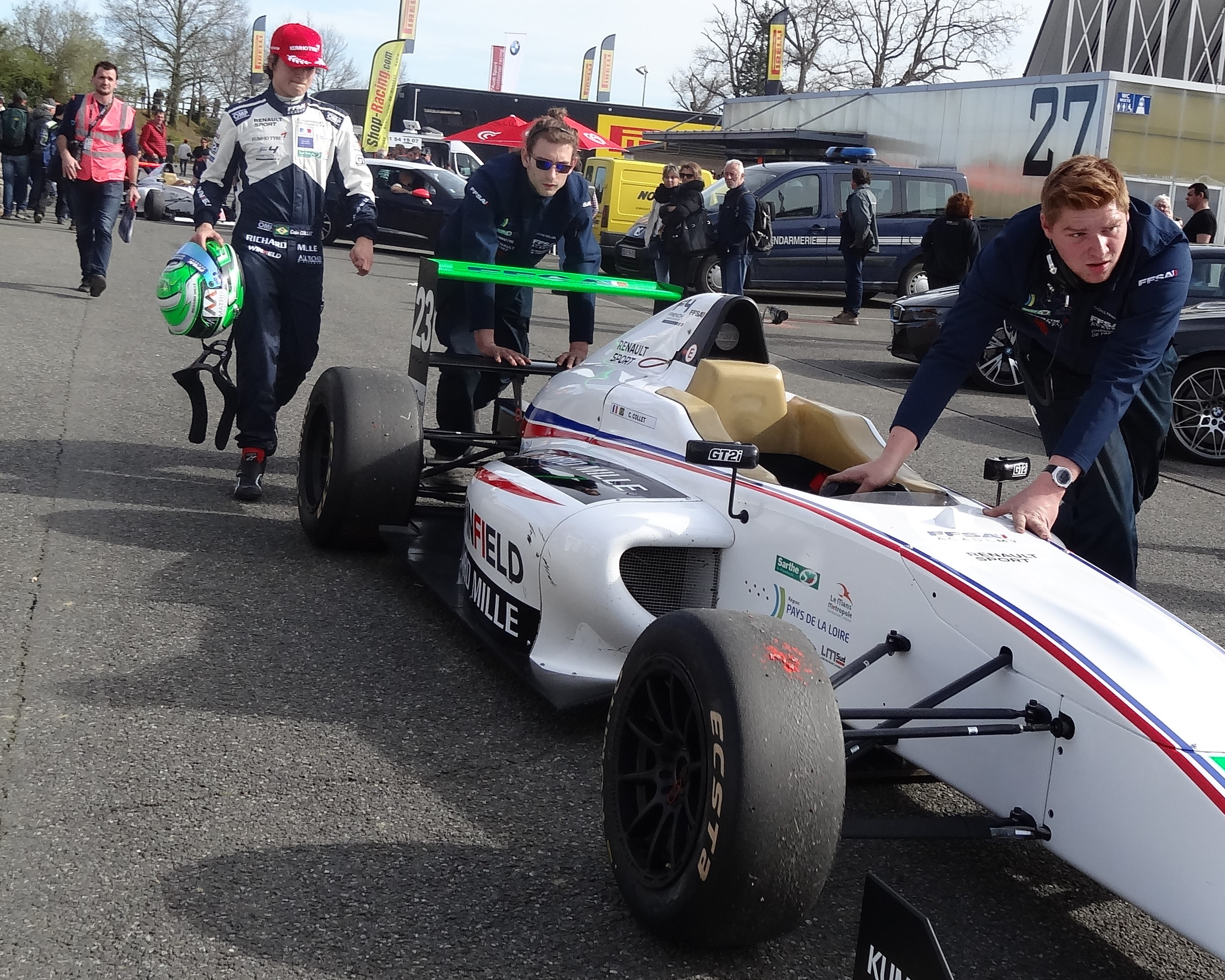
Caio Collet en F4 France à Nogaro en 2018.

Caio Collet commence le karting à São Paulo à l'âge de sept ans. Après de nombreuses victoires dans des compétitions nationales, il part en Europe, terminant notamment troisième du championnat du monde de karting en 2015. Il rejoint la structure All Road Management de Nicolas Todt en 2017, s'occupant déjà de la carrière de Felipe Massa notamment. Début 2018, il remporte le Volant Winfield, permettant de lancer sa carrière en monoplace et de participer au Championnat de France de Formule 4,. Il remporte assez largement le championnat, une manche avant la fin de la saison.
En récompense, pour la saison 2019, Caio Collet rejoint la Renault Sport Academy et la Formula Renault Eurocup avec R-ace GP, recevant les félicitations de Felipe Massa, dernier pilote Brésilien en F1,. Durant l'année, il termine cinquième du championnat et meilleur débutant, mais sans victoire. En fin d'année, il pilote notamment la Lotus E20 pour un festival de Formule 1 en hommage à Ayrton Senna, dans sa ville natale de São Paulo. Malheureusement, lors du spectacle, il perd le contrôle de sa voiture et met sa Lotus dans le mur, un incident filmé et mis en ligne sur YouTube. 

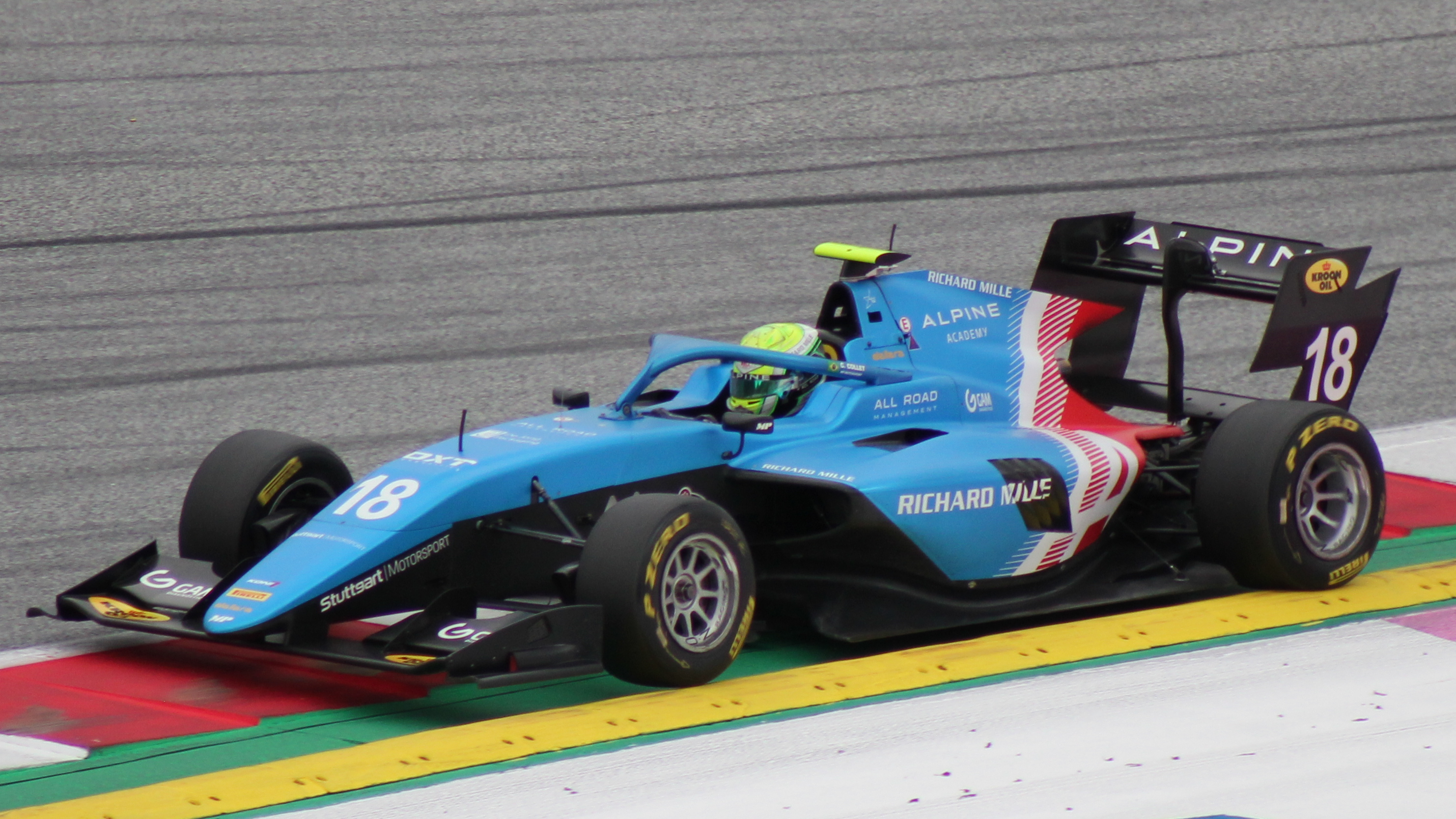
Caio Collet en Formule 3 FIA en 2021.

En début d'année 2020, Caio Collet participe au championnat hivernal des Toyota Racing Series, championnat de Formule 3 régionale, utilisant les mêmes voitures qu'en Eurocup, où il est présenté comme favori. Cependant, la saison se révèle très compliquée pour le Brésilien, seulement septième avec une victoire, quand son compatriote moins estimé, Igor Fraga, s'impose. Pour le reste de la saison, il continue avec la Renault Sport Academy et R-ace GP en Formula Renault Eurocup avec pour objectif annoncé le titre.

## Résultats en compétition automobile
| Saison    | Championnat                                      | Écurie                      | Courses | Victoires | Pole positions | Meilleurs tours | Podiums | Points | Classement |
| --------- | ------------------------------------------------ | --------------------------- | ------- | --------- | -------------- | --------------- | ------- | ------ | ---------- |
| 2017–2018 | Championnat des Émirats arabes unis de Formule 4 | Silberpfeil Energy Dubai    | 7       | 1         | 2              | 3               | 6       | 124    | 6e         |
| 2018      | Championnat de France de Formule 4               | FFSA Academy                | 20      | 7         | 3              | 7               | 11      | 303,5  | Champion   |
| 2018      | Championnat d'Allemagne de Formule 4             | Prema Powerteam             | 3       | 0         | 0              | 0               | 0       | 18     | 16e        |
| 2019      | Formula Renault Eurocup                          | R-ace GP                    | 20      | 0         | 0              | 0               | 6       | 207    | 5e         |
| 2020      | Toyota Racing Series                             | mtec Motorsport by R-ace GP | 15      | 1         | 1              | 2               | 1       | 219    | 7e         |
| 2020      | Formula Renault Eurocup                          | R-ace GP                    | 20      | 5         | 3              | 4               | 12      | 304    | 2e         |
| 2021      | Formule 3 FIA                                    | MP Motorsport               | 20      | 0         | 0              | 0               | 2       | 93     | 9e         |
| 2022      | Formule 3 FIA                                    | MP Motorsport               | 18      | 2         | 1              | 2               | 5       | 88     | 8e         |
| 2023      | Formule 3 FIA                                    | Van Amersfoort Racing       | 18      | 1         | 0              | 2               | 4       | 73     | 9e         |
| 2024      | Indy Lights Series                               | HMD Motorsports             | 14      | 1         | 1              | 3               | 6       | 436    | 3e         |
| 2025      | Indy Lights Series                               | HMD Motorsports             | 12      | 3         | 3              | 4               | 8       | 469    | 2e         |